# Henlopen Acres (Delaware)
Henlopen Acres je gradić u američkoj saveznoj državi Delaware. Prema popisu stanovništva iz 2010. u njemu je živjelo 122 stanovnika.